# 俞文曦
俞文曦（？—？年），字懋敬，号南湖，浙江宁波府鄞縣人，軍籍。明朝政治人物。

## 生平
弘治十一年（1498年）戊午科浙江乡试舉人，正德九年（1514年）甲戌科会魁，二甲第九十一名進士，初授南京刑部主事，历升本部员外、郎中，出知云南曲靖府，升亚中大夫、两淮都转盐运使司运使。